# Gestalgar
Gestalgar – gmina w Hiszpanii, w prowincji Walencja, we wspólnocie autonomicznej Walencja, o powierzchni 69,73 km². W 2011 roku liczyła 737 mieszkańców.